# Albertina Kassoma
Albertina da Cruz Kassoma (* 12. Juni 1996 in Praia, Kap Verde) ist eine angolanische Handballspielerin, die dem Kader der angolanischen Nationalmannschaft angehört.

## Karriere

### Im Verein
Kassoma spielte anfangs Handball beim angolanischen Verein 1º de Agosto. Zur Saison 2020/21 unterschrieb die Kreisläuferin einen Vertrag beim rumänischen Erstligisten Rapid Bukarest. Nachdem Kassoma nach nur einer Spielzeit Rapid Bukarest verlassen hatte, kehrte sie im September 2021 zu 1º de Agosto zurück. Dann wurde sie schwanger. Nach der Geburt ihres Kindes kehrte sie im Januar 2023 zum rumänischen Verein Rapid Bukarest zurück.

### In der Nationalmannschaft
Kassoma gewann mit Angola in den Jahren 2016, 2018 und 2021 die Afrikameisterschaft. Während Kassoma beim Turniersieg 2021 in das All-Star-Team gewählt wurde, erhielt sie drei Jahre zuvor die Auszeichnung beste Spielerin des Turniers. Weiterhin nahm sie mit der angolanischen Auswahl an der Weltmeisterschaft 2013, an den Olympischen Spielen 2016, an der Weltmeisterschaft 2017, an der Weltmeisterschaft 2019, an den Olympischen Spielen 2020, an der Weltmeisterschaft 2021, an der Weltmeisterschaft 2023 und an den Olympischen Spielen 2024 teil.